# Meranoplus armatus
Meranoplus armatus är en myrart som beskrevs av Smith 1862. Meranoplus armatus ingår i släktet Meranoplus och familjen myror. Inga underarter finns listade i Catalogue of Life.